# Adrián Iaies
Adrián Iaies (* 4. November 1960 in Buenos Aires) ist ein argentinischer Pianist und Komponist.

## Leben und Wirken
Iaies hatte ersten Klavierunterricht bei seiner Mutter und studierte Komposition und Orchestration bei Manolo Juárez. Als Musiker verbindet er den Tango und andere argentinische Musik mit der Musiksprache und Ästhetik des Jazz. Er trat mit einem eigenen Trio bei Festivals wie Los 7 Lagos in Bariloche und dem dritten argentinisch-brasilianischen Jazzfestival in New York (2000), dem Aspen Festival und dem Miami Film Festival (2001) und dem Festival de Jazz Internacional in Punta del Este auf. 2006 gab er beim Festival de Tango de Buenos Aires ein Konzert mit dem Akkordeonisten Raúl Barbosa.
Dreimal wurde Iaies für den Latin Grammy nominiert: mit den Alben Las Tardecitas de Minton's (2000), Tango reflections (2002) und Las cosas tienen movimiento (2003). 2002 wurde er mit dem Premio Clarín als bester Jazzmusiker ausgezeichnet. Für seine musikalische Arbeit zwischen 1995 und 2005 erhielt er einen Premio Konex. 2004 gründete er das Tango Reflections Trío (mit Pablo Mainetti und Horacio Fumero), mit dem er beim Jazzfestival von Madrid debütierte und das Album Astor changes aufnahm.
Seit Mitte der 1980er Jahre gibt Iaies Kurse und Workshops für Pianisten. Unter anderem nahm Gabriel Vallejo Unterricht bei ihm. Weiterhin komponierte er die Musik zu den Filmen Regresados und Tres de corazones, wirkte an Eliseo Subielas Lifting de corazón und Mercedes Guevaras Tango, un giro extraño mit und ist musikalischer Leiter der argentinischen Jazz-Edition SJAZZ bei EMI-ODEON. 2012 ist er künstlerischer Direktor des 12. Internationalen Buenos Aires Jazz Festival.

## Diskographie
- Cuando dejó la lluvia de ser sagrada?, 2011
- Cinemateca finlandesa, 2010
- Esa Sonrisa es un santo remedio, 2009
- Vals de la 81st & Columbus, 2008
- UnoDosTres/Solo y bien acompañado, 2007
- Astor Changes, 2006
- Round midnight & otros tangos, 2002
- Las cosas tienen movimiento, 2002
- Nocturna, 2001
- Tango Reflections, 2000
- Una módica plenitud, 2000
- Las tardecitas de Minton's, 1999
- Nostalgias y otros vicios, 1998